# Epiplema nana
Epiplema nana är en fjärilsart som beskrevs av W. Warren 1896. Epiplema nana ingår i släktet Epiplema och familjen Uraniidae. Inga underarter finns listade i Catalogue of Life.